# Stanisław Wosiński (lekarz)
Stanisław Wosiński herbu Brodzic (ur. około 1644 w Krakowie, zm. 6 stycznia 1694 tamże) – lekarz polski, profesor medycyny na Akademii Krakowskiej, burmistrz Krakowa w 1674 i 1686 roku, rajca Krakowa w latach 1674-1693.

## Życiorys
Pochodził z rodziny mieszczan krakowskich, był synem złotnika Walentego i Katarzyny z Gędzickich. Około roku 1659 rozpoczął studia na Wydziale Artium uczelni krakowskiej, w 1661 uzyskując bakalaureat, a 3 lata później magisterium i doktorat filozofii. Podjął także w roku 1664 studia na Wydziale Lekarskim, ale już po roku (styczeń 1665) wyjechał na dłuższy czas do Italii. 19 października 1666 uzyskał dyplom doktora medycyny w Padwie, przebywał w Wenecji i Neapolu, a w latach 1668-1669 odbywał praktykę lekarską w szpitalu S. Spirito in Sassia w Rzymie (łącznie spędził tam prawie 3 lata).
W roku 1669 powrócił do rodzinnego Krakowa, a w 1670 ożenił się z Anną Pestalozzi, córką kupca krakowskiego. W 1674 został członkiem Rady Miejskiej, kilkakrotnie pełnił funkcję burmistrza. Z ramienia miasta posłował na sejmy, m.in. w 1690. Otrzymał tytuł sekretarza królewskiego. W styczniu 1676 powołany został na wykładowcę Wydziału Lekarskiego Akademii Krakowskiej, gdzie powierzano mu wiele razy obowiązki dziekana (pierwszy raz w roku 1682). Przeprowadzał pierwsze w Krakowie sekcje anatomopatologiczne. Wykonywał także obowiązki lekarza przybocznego biskupów krakowskich.

## Twórczość
Ogłosił m.in. rozprawę Quaestio medica de febre maligna (1676), a w rękopisie pozostawił zbiory not z dziejów nauczania medycyny w Krakowie.

### Ważniejsze dzieła
- Solea equitis sarmatici, Kraków 1663, drukarnia Schedelowie[2].
- Quaestio medica de febre maligna, Kraków 1676, drukarnia Uniwersytecka[3].

### Materiały
- Notaty biograficzne, medyczne, historyczne, itp.; treść (z nieznanego bliżej rękopisu prywatnego, autografu S. Wosińskiego) podał B. Wojciechowski: "S. Wosiński...", Pamiętniki Towarzystwa Lekarskiego Warszawy 1896, zeszyt 4 i odb. Warszawa 1897.